# Lucio Papirio Cursore (console 293 a.C.)
Lucio Papirio Cursore (in latino Lucius Papirius Cursor; fl. III secolo a.C.) è stato un politico e generale romano.

## Biografia
Fu eletto console nel 293 a.C. con Spurio Carvilio Massimo. Entrambi i consoli entrarono nel Sannio, dove Papirio espugnò Duronia. Fu Papirio a guidare l'esercito romano alla vittoria nella Aquilonia, considerata fondamentale per la definitiva vittoria contro i Sanniti.
(Tito Livio, Ab Urbe condita, X, 44.)
In seguito alla battaglia, Papirio assediò e conquistò la città sannita di Sepino. Tornato a Roma, celebrò un fastoso trionfo, per la vittoria sui Sanniti
Fu eletto console nuovamente nel 272 a.C. sempre con Spurio Carvilio Massimo. Assediò Taranto, che si arrese.